# إحياء الروح الإسلامية
مؤتمر إحياء الروح الإسلامية Reviving the Islamic Spirit هو مؤتمر إسلامي سنوي يعقد سنوياً خلال العطلة الشتوية في تورونتو في أونتاريو في  كندا.
عقد المؤتمر الأول عام 2001، وصار بعدها من أهم المؤتمرات الإسلامية في أمريكا الشمالية بجانب مؤتمر الجمعية الإسلامية لأمريكا الشمالية الذي يعقد في  الولايات المتحدة.